# Tour Rouge (Pärnu)
La Tour Rouge (en estonien : Punane torn) est une tour médiévale située à Pärnu, en Estonie. La tour est le seul bâtiment de la forteresse médiévale, qui ait été conservée jusqu'à aujourd'hui. La tour porte le nom des briques rouges utilisées pour recouvrir l'intérieur et l'extérieur.

## Histoire
La tour a été construite au XVe siècle et elle a été utilisée comme prison. Au XVIIe siècle, la tour avait quatre étages. Trois étages sont conservés aujourd'hui.
Depuis le XIXe siècle, le bâtiment a eu plusieurs usages proposés, par exemple pour abriter les archives de la ville.